# Skrjabinodera
Skrjabinodera (nach Konstantin Iwanowitsch Skrjabin) ist eine Gattung der Filarien mit drei Arten. Die Parasiten befallen Huftiere in Afrika.

## Merkmale
Skrjabinodera hat die Merkmale der Onchocercinae. Die Kutikula trägt Buckel. Der Ösophagus ist kurz und nicht untergliedert. Vor dem Ösophagus liegt ein gut kutikularisierter Ring. Die beiden Spicula sind sehr unterschiedlich. Es gibt zahlreiche, große Kaudalpapillen, von denen fünf bis sechs Paare vor der Kloake liegen. Die Vulva befindet sich hinter dem Ösophagus.

## Systematik
Zur Gattung gehören folgende Arten:
- Skrjabinodera kuelzii (Rodenwaldt, 1910)
- Skrjabinodera saiga Gnedina & Vsevolodov, 1947
- Skrjabinodera tanganyikae (Yeh, 1956)

Synonym der Gattung ist Gazellofilaria Yeh, 1955.